# Little Panton River
Der Little Panton River ist ein Fluss in der Region Kimberley im Nordosten des australischen Bundesstaates Western Australia und ein Quellfluss des Panton River.

## Geografie
Der Fluss entspringt etwa 20 Kilometer nördlich von Halls Creek an der Südseite der Mueller Ranges und fließt nach Nordosten durch unbesiedeltes Gebiet. Er unterquert den Great Northern Highway und bildet wenige Kilometer weiter, östlich des Alice Hill, zusammen mit dem Upper Panton River den Panton River.